# Gare de Croissy-sur-Celle
Ne doit pas être confondu avec Gare de Chatou - Croissy.
La gare de Croissy-sur-Celle est une ancienne gare ferroviaire française de la ligne de Saint-Omer-en-Chaussée à Vers, située sur le territoire de la commune de Croissy-sur-Celle, dans le département de l'Oise, en région Hauts-de-France.

## Situation ferroviaire
La gare de Croissy-sur-Celle était située entre les points d'arrêt de Bonneleau et de Monsures sur la ligne Beauvais - Saint-Omer-en-Chaussée - Amiens

## Histoire
La ligne est déclarée d'utilité publique le 15 juin 1872. Croissy-sur-Celle se trouvait sur le tronçon de Saint-Omer-en-Chaussée à Conty qui fut ouvert le 15 avril 1876.
Dans le cadre de la coordination des transports, le service voyageur a été transféré sur route le 9 janvier 1939, mais a repris du printemps 1942 à la Libération en raison de la pénurie d'essence et du bombardement du viaduc de Poix sur la ligne Amiens - Rouen.
Selon l'horaire du service d'hiver 1958-59, la ligne Beauvais-Amiens était alors parcourue par quatre autocars journaliers, exploités par les Courriers automobiles Picards.
Le tronçon desservant Croissy-sur-Celle a été fermé au trafic marchandises en 1969.

## Voie verte
La plate-forme ferroviaire autour de Croissy-sur-Celle a été transformée en chemin de promenade sous le nom de coulée verte.